# Équipe du Honduras masculine de volley-ball
Cet article traite de l'équipe masculine. Pour l'équipe féminine, voir Équipe du Honduras féminine de volley-ball.
L'équipe du Honduras de volley-ball est composée des meilleurs joueurs honduriens sélectionnés par la Fédération Hondurienne de Volley-ball (Federación Hondureña de Vole, FHV). Elle est actuellement classée au 89e rang de la Fédération Internationale de Volleyball au 15 janvier 2010.

## Sélection actuelle
Sélection pour les qualifications aux Championnats du monde 2010.

Entraîneur :  Ariel Sainz ; entraîneur-adjoint :  Victor Rodas

## Palmarès et parcours

### Palmarès
Néant.

### Parcours

#### Championnat d'Amérique du Nord
| - 1969 : Non qualifié - 1971 : Non qualifié - 1973 : Non qualifié - 1975 : Non qualifié - 1977 : Non qualifié - 1979 : Non qualifié - 1981 : Non qualifié - 1983 : Non qualifié - 1985 : Non qualifié - 1987 : Non qualifié | - 1989 : 10e - 1991 : 7e - 1993 : Non qualifié - 1995 : Non qualifié - 1997 : Non qualifié - 1999 : Non qualifié - 2001 : Non qualifié - 2003 : Non qualifié - 2005 : Non qualifié - 2007 : Non qualifié | - 2009 : Non qualifié - 2011 : Non qualifié - 2013 : Non qualifié - 2015 : 5e - 2017 : Non qualifié - 2019 : Non qualifié |